# 8.3文件名
8.3文件名（或简称8.3）是FAT文件系统的一种文件命名规范。在与“长文件名”并称时可以称为短文件名。广泛影响于采用FAT文件系统且不支持VFAT的DOS和Windows操作系统（如Windows 95、Windows NT 3.5及以前的版本）中。同时在以前的CP/M及某些的通用資料和迪吉多微型電腦作業系統中也被使用。

## 概述
8.3文件名是一种文件名规范，它主要运用于FAT文件系统中。其后继者NTFS文件系统也支持8.3文件名。这种规范之所以被称为“8.3”，是因为其文件名的特殊格式：文件名的主体部分最多只能包含8个字符，而文件扩展名最多只能包含3个字符。二者之间用“.”相连。8.3文件名的目录和文件名都仅使用大写字母，但DOS和命令提示符都不大小写敏感（当然，如果使用UNIX或类Unix等一般大小写敏感的操作系统，则应注意）。
8.3文件名必须包含主体文件名，但不必须包含扩展名，二者之间用“.”相连。但是如果输入“.”后没有输入扩展名，则“.”没有意义，会被忽略。比如12345678.会被系统保存为12345678。

## 长文件名对8.3的兼容性
FAT最初只支持8.3文件名。FAT对于长文件名的支持，是从VFAT开始的。它是對於FAT的加強。VFAT檔案系統可允許比傳統的8.3檔名，支援更長、而且能大小寫混合的長檔名（LFN）。VFAT在Windows 95和Windows NT 3.5加入。
在VFAT的规范下，每一個長檔名便會自動產生一個相應的8.3檔案名稱，可容許檔案可以繼續更名、刪除或開啟。这是为了維持對以前的操作系统（例如DOS和Windows 3.1）和應用程式的向下兼容。
而在Windows NT系列中的NTFS檔案系統本身已經對長檔名作出支援，但8.3的名稱仍然會保留，供舊有的應用程式使用。這可以選擇性地關上這個功能以增加效能。
ReFS文件系统已经不再支持8.3文件名。

### 8.3文件名产生规则
由於這對於一個長檔名沒有一個必然的算法建立一個8.3檔名，Windows會使用以下的常規以決定一個8.3檔案名稱是如何產生：
1. 如果長檔名本身是8.3，且全部为大寫字母，在磁碟上不會儲存長檔名。
  - 例如："TEXTFILE.TXT"
2. 如果長檔名本身是8.3，同时包含大小写字母，那麼長檔名會儲存大小寫混合字母的檔名，在8.3的名稱會儲存它的大寫字母版本。
  - 例如："TextFile.Txt"會轉換成"TEXTFILE.TXT"。
3. 長檔名只會保留基本名稱的首6位半形字元，以一個~號連接著，再以一個數字作結尾以作識別，最後以副檔名的首3位字元作結束。從這個結果中再對無法使用的字元再作刪除，像（+）號會轉換成（_）號，另外這也會轉成全大寫字母。
  - 例如："TextFile1.Mine.txt"會轉換成"TEXTFI~1.TXT"；"附屬應用程式"會轉換成"附屬應~1"（或如果"TEXTFI~1.TXT"已經存在的情況下，會儲存作"TEXTFI~2.TXT"）。"ver +1.2.text"會轉換成"VER_12~1.TEX"。
4. 從Windows 2000開始，如果最少4個檔案或資料夾的短檔名的首6個字元是相同的話，該長檔名會另行將檔名轉作基本名稱的首2位字元（或如果基本名稱只有1個字元的話，便全取檔案名稱1個字元），再以4位十六進位的檔案名稱的切細值連接上，接著~號，再接著一位的數字及.號，最後以首3位的副檔名作為結尾。結果，相比之中，這檔名是已經分拆及改用全大寫字母。
  - 例如："TextFile.Mine.txt"會轉換成"TE021F~1.TXT"。

## 8.3的應用
在ISO 9660檔案系統中（多數使用於CD光碟上）在基本的等級1中也有相似的限制，在此再加上一些附加的限制，例如目錄名稱不能含有副檔名，另外檔案名稱不可含有一些半形的字元（通常是连接号等的附號）。等級2的系統可以容許不多於31個字元的檔案名稱，這對於Mac OS檔案名稱的兼容性有所增加。
有笑话称，在微軟反壟斷案事件中，MICROS~1及MICROS~2被用來代表微軟分割後可能出現的公司。

## 引用
1. ↑  .   [2014-04-13]. （原始内容存档于2012-02-22）.